# Емільянув (Жирардовський повіт)
Емільянув (пол. Emilianów) — село в Польщі, у гміні Пуща-Марянська Жирардовського повіту Мазовецького воєводства.
Населення — 27 осіб (2011).
У 1975-1998 роках село належало до Скерневицького воєводства.

## Демографія
Демографічна структура станом на 31 березня 2011 року:
|          | Загалом | Допрацездатний вік | Працездатний вік | Постпрацездатний вік |
| -------- | ------- | ------------------ | ---------------- | -------------------- |
| Чоловіки | 12      | 3                  | 8                | 1                    |
| Жінки    | 15      | 2                  | 10               | 3                    |
| Разом    | 27      | 5                  | 18               | 4                    |